# Lori de Kuhl
El lori de Kuhl (Vini kuhlii) és una espècie d'ocell de la família dels psitàcids endèmic de zones amb cocoters de Rimatara, a les illes Tubuai.